# Adam Dant
Adam Dant, né en 1967 dans le Cambridgeshire est un auteur de bande dessinées britannique.
Il étudie à l'école d'Art de Liverpool de 1985 à 1989 puis au Royal College of Art de 1989 à 1991. Pendant ses études, il effectue des voyages et résidences d'artistes en Inde ou en Italie.

## Donald Parsnips
De 1995 à 1999, il est le créateur et unique animateur du journal quotidien de Donald Parsnips, une bande dessinée de quelques pages (parfois une seule page) qu'il offre aux passants comme un tract publicitaire, qu'il compile parfois en recueils et qui sera publié hebdomadairement par The Independent.

## Autres travaux
- The Anecdotal Plan of Tate Britain
- The London High Art Socio-Cultural Observatory, Art Gang Register
- The Palazzo Ponzi

Le travail d'Adam Dant a fait l'objet d'acquisitions par des fonds d'art prestigieux tels que The Arts Council of England, The Museum of London, Le Musée d'art contemporain de Lyon, Le Musée d'art moderne (MoMA) de New York, etc.

## Publications
- Douglas Parsnips Daily Journal (1995-1999)
- Douglas Parsnips: An A to Z For The Effective Use Of Your City  (ISBN 978-1-900565-02-8)
- Douglas Parsnips: Short Sermons and Statements for the Stemming of Suffering and of Stupidity and for Promoting Satisfaction, Success and Self-Realisation  (ISBN 978-1-900565-26-4) (tirage limité et numéroté)